# Organización formal
La  organización formal Es una rama fija de reglas de procedimientos y estructuras dentro de la organización. Como tal, se suele fijar por escrito, con un lenguaje de reglas que dejan ostensiblemente poco de discreción para la interpretación. En algunas sociedades y en algunas gestiones, dichas normas podrán ser seguidas estrictamente; en otros, pueden ser poco más que un formalismo vacío. A diferencia de la organización informal, esta consta de la organización planificada entre los distintos integrantes de una empresa con la finalidad de lograr los objetivos marcados por la empresa.
- Para facilitar el logro de los objetivos de la organización: En una organización formal, el trabajo se delega a cada individuo de la organización. Él / Ella trabaja en la consecución de objetivos concretos, que están en el cumplimiento de las metas de la organización.

- Para facilitar la coordinación de las diversas actividades: La autoridad, la responsabilidad y la rendición de cuentas de los individuos en la organización están muy bien definidas. Por lo tanto, facilitan la coordinación de las diversas actividades de la organización de manera muy eficaz

- Para facilitar el establecimiento de la relación de la autoridad lógica: Las responsabilidades de los individuos en la organización están bien definidos. Ellos tienen un lugar definido en la organización debido a una estructura jerárquica bien definida, que es inherente a toda organización formal.

- Permitir la aplicación del concepto de especialización y división del trabajo. División del trabajo entre las personas en función de sus capacidades ayuda a una mayor especialización y división del trabajo.

- Crear más la cohesión del grupo.

El sociólogo Max Weber ideó un modelo de organización formal conocido como modelo burocrático que se basa en la racionalización de actividades a través de estándares y procedimientos.

## Características de una organización formal
- Reglas y regulaciones bien definidas

- Objetivos y políticas determinadas

- Estatus simbólico

- Limitación en las actividades del individuo

- La estricta observancia del principio de coordinación
- Los mensajes se comunican a través de la cadena de escalar

- Es mejor para alcanzar los objetivos de la empresa.

## Distinción de organización informal
Las reglas formales a menudo están adaptadas a los intereses subjetivos - estructuras sociales dentro de una empresa y las metas personales, deseos, simpatías y comportamientos de los trabajadores individuales - para que la vida cotidiana práctica de una organización se convierta informal. La experiencia práctica demuestra que ninguna organización está íntimamente ligada a reglas únicas: en cambio, todas las organizaciones reales representan algunas mezclas de formal e informal. En consecuencia, cuando se trata de legislar para una organización y para crear una estructura formal, es necesario reconocer una organización informal con el fin de crear estructuras viables. Sin embargo, la organización informal puede fallar, o, si ya poner en orden, puede trabajar en contra de la mala gestión.
 Las organizaciones formales se entienden normalmente para ser sistemas de actividades coordinadas y controladas que surgen cuando el trabajo está integrado en redes complejas de relaciones técnicas e intercambios de frontera que abarca. Pero en las sociedades modernas, las estructuras organizativas formales surgen en contextos altamente institucionales. Las organizaciones se ven obligadas a incorporar las prácticas y los procedimientos definidos por prevaleciente conceptos racionalizados de trabajo organizativo e institucionalizado en la sociedad. Las organizaciones que así aumentan su legitimidad y sus perspectivas de supervivencia, independientemente de la eficacia inmediata de las prácticas y procedimientos adquiridos. Pueden desarrollar una tensión entre, por un lado, los institucionalizados productos, servicios, técnicas, políticas y programas que funcionan como mitos (y se puedan adoptar ceremonialmente), y los criterios de eficiencia en la otra mano. Para mantener la conformidad ceremonial, las organizaciones que reflejan las reglas institucionales tienden a amortiguar sus estructuras formales de las incertidumbres de las actividades y técnicas mediante el desarrollo de un acoplamiento débil entre sus estructuras formales y las actividades de trabajo reales.  - (John Meyer and Brian Rowan, 1976)

## Los experimentos de Hawthorne
La desviación de la regla de decisiones en un nivel más alto que fue documentado por primera vez en los estudios de Hawthorne (1924–1932) y se llama  organización informal. Al principio este descubrimiento fue ignorado y descartado como el producto de errores evitables, hasta que finalmente tuvo que reconocer que estas leyes no escritas de trabajo de la vida cotidiana a menudo tenían más influencia en el destino de la empresa que los concebidos en los organigramas a nivel del poder ejecutivo. Numerosos estudios empíricos en la investigación sociológica organización siguieron siempre probándolo con más claridad, en particular durante el movimiento de Relaciones Humanos. Es importante analizar las estructuras informales dentro de una empresa para hacer uso de las innovaciones positivas, sino también ser capaz de acabar con los malos hábitos que se han desarrollado a través del tiempo.

## Razones de organización informal
Hay muchas razones diferentes para la organización informal:
- Normas informales: Los objetivos personales y los intereses de los trabajadores difieren de las metas oficiales de la organización.
- La comunicación informal: Los cambios de comunicación dentro de una empresa debido a las relaciones personales entre compañeros de trabajo.
- Grupo informal: Ciertos grupos de compañeros de trabajo tienen los mismos intereses, o (por ejemplo) el mismo origen.
- Los líderes informales: Debido a su carisma y popularidad en general, algunos miembros de la organización a ganar más influencia de lo previsto originalmente.

- Los diferentes intereses y preferencias de los compañeros de trabajo.
- Estatus diferente de compañeros de trabajo.
- Requisitos difíciles de trabajo.
- Condiciones desagradables de trabajo.

La Teoría de la organización gerencial a menudo todavía se refiere a la organización informal como bastante inquietante, pero a veces útil. En la opinión de la teoría de sistemas y la  cibernética, sin embargo, la organización formal desvanece en el fondo y sólo sirve, si es necesario, para complementar o corregir. Los cambios en la estructura siempre se desarrollan debido a la conducta y las diferencias entre compañeros de trabajo, y la capacidad de autoorganización es reconocida como una característica natural de un sistema social.